# White elephant
Nei Paesi anglofoni, l'espressione white elephant ("elefante bianco") designa progetti o strutture con costi e sforzi di realizzazione e gestione eccessivi che non vengono compensati dai benefici del loro utilizzo. In italiano un'espressione simile è cattedrale nel deserto. Viene considerato un white elephant anche un bene particolarmente costoso divenuto obsoleto o non più utile al suo possessore. Da un punto di vista commerciale, tali beni o progetti vengono di solito svenduti, abbandonati o smantellati.

## Origine del termine
L'espressione deriva da un'usanza siamese, secondo la quale i sovrani del Paese offrivano in regalo un elefante bianco agli aristocratici che non rientravano più nelle loro grazie, ed il pachiderma, considerato sacro, doveva essere trattato con tutte le comodità possibili ed era esentato dal lavoro, caratteristiche che comportavano per i suoi proprietari altissimi costi di mantenimento e nessun beneficio economico. L'espressione idiomatica, adottata in seguito anche nella lingua francese (éléphant blanc), fu usata per la prima volta da G. E. Jewbury, che nella sua pubblicazione Letters del 1892 scrisse: "I suoi servizi sono come tanti elefanti bianchi dei quali nessuno può fare uso, obbligando chi li riceve a manifestargli gratitudine anche se lo hanno portato alla rovina".

## Esempi
Di seguito, alcuni degli esempi più clamorosi di progetti considerati white elephants:
- Il Concorde, aereo di linea supersonico progettato e prodotto in 20 esemplari dal consorzio anglo-francese formato da British Aerospace ed Aérospatiale in servizio dal 1976 al 2003, che presentava caratteristiche tecnologiche uniche per l'epoca in cui venne concepito e consentiva viaggi tra Europa e Stati Uniti in meno della metà del tempo impiegato dai velivoli classici a parità di rotta, ma aveva costi di produzione ed esercizio impressionanti, che lo resero accessibile solamente alle fasce più ricche della popolazione e, complice anche un grave incidente di cui un esemplare rimase vittima nel 2000, che provocò la morte di 109 persone, portarono alla cessazione del servizio[1]. Destino simile subì un velivolo del tutto simile di produzione sovietica, il Tupolev Tu-144.
- Il Normandie, transatlantico passeggeri francese degli anni '30 con dimensioni gigantesche, enorme lusso degli interni ed altissimo livello tecnologico, che finì per essere soprannominato debito galleggiante in quanto i lavori per costruirlo furono troppo onerosi per la compagnia armatrice, la Compagnie Générale Transatlantique, richiedendo finanziamenti statali, e non vennero ripagati economicamente durante il servizio della nave, la quale non imbarcava più persone delle navi rivali nonostante fosse molto più ampia e presentava problemi di affidabilità tecnica;
- Il piroscafo Great Eastern, geniale e visionaria opera di ingegneria navale realizzata da Isambard Kingdom Brunel, nonostante le grandi innovazioni portate nel suo campo non ottenne mai il successo sperato.
- Gli incrociatori della classe Alaska, costruiti dalla United States Navy durante la guerra del Pacifico per fronteggiare i potenti incrociatori giapponesi, i cui progetti furono però cancellati prima ancora della loro impostazione, rendendo inutili le unità statunitensi[4].
- L'Aeroporto Internazionale di Montréal-Mirabel, costruito nel 1936 a Mirabel in Canada come il più grande scalo passeggeri del Nord America, è stato trasformato in uno scalo-merci per la sua lontananza da Montréal e la mancanza di passeggeri[5].
- Lo Stadio Olimpico di Montréal, costruito per i Giochi della XXI Olimpiade e costato 1,6 miliardi di dollari canadesi, non ha utilizzatori di rilievo da quando i Montreal Expos si sono trasferiti a Washington[6][7].
- Gli stadi del Campionato mondiale di calcio 2010 in Sudafrica, costruiti per il breve evento spendendo oltre 2 miliardi di dollari. Sono state criticate le dimensioni, decisamente eccessive se confrontate con l'interesse per il calcio nel Paese, e si è pensato che ristrutturare altri stadi già esistenti invece di costruirne di nuovi avrebbe consentito di risparmiare molto denaro, che avrebbe potuto venire destinato alle fasce più indigenti del Paese[8].
- Il Palazzo del Parlamento di Bucarest, in Romania. Considerato l'edificio più pesante al mondo, il secondo più grande del mondo per estensione e il terzo in volume, fu iniziato nel 1984 e non era ancora ultimato nel 1989, al momento del rovesciamento del regime di Nicolae Ceaușescu[9][7]. Nonostante ospiti le due camere del Parlamento rumeno, la Corte costituzionale della Romania e diversi musei, il palazzo risulta in gran parte inutilizzato.
- L'idrovolante Hughes H-4 Hercules, ideato dall'affarista Howard Hughes e commissionato dalle forze armate statunitensi in occasione della seconda guerra mondiale con l'intento di realizzare una flotta di enormi aeromobili anfibi in grado di trasportare grandi quantità di merci e persone. Il progetto incontrò fin da subito grossi ritardi e problemi intrinseci, pertanto il governo americano ritirò il finanziamento, tuttavia Hughes decise di continuare la costruzione finanziandola di tasca propria. Il primo e unico esemplare dell'aereo volò solo una volta, a scopo dimostrativo, il 2 novembre 1947, due anni dopo la fine del conflitto, e non entrò mai in servizio regolare. Hughes tentò in più occasioni di rilanciare il progetto, non volle mai demolire l'unico esemplare costruito (che dalla sua costruzione fino al 2019, per 72 anni, è stato l'aereo con la più grande apertura alare ad avere mai volato, e rimane tuttora l'aereo con la più grande altezza dal suolo mai costruito) ed anzi continuò fino al 1976, anno della sua morte, ad investire ingenti somme per mantenerlo sempre in efficienza e pagare il terreno sul quale sorgeva la rimessa in cui lo custodiva e le guardie incaricate di sorvegliarlo. È attualmente esposto e visitabile all'Evergreen Aviation Museum di McMinnville, Oregon.
- Il Castello Hearst, una grandiosa residenza, tra le più imponenti del mondo, costruita dal magnate dell'editoria William Randolph Hearst. La costruzione iniziò nel 1919 ed Hearst vi abitò a partire dagli anni venti fino al termine dei suoi giorni, tuttavia al momento della sua morte nel 1951 il complesso non era ancora terminato. I suoi eredi, non volendo avere a proprio carico gli enormi costi di gestione della struttura, la donarono allo Stato della California.
- Il Ryugyong Hotel di Pyongyang, un enorme albergo iniziato alla fine degli anni ottanta nella capitale della Corea del Nord per la cui costruzione sono stati spesi centinaia di milioni di dollari, in una città che a causa delle condizioni politiche e sociali dell'intero paese, governato da un rigido regime totalitario, ha un flusso turistico molto basso[7].
- Il New South China Mall, enorme centro commerciale di Dongguan aperto nel 2005 con oltre 200 negozi, dei quali solo un massimo di una dozzina al giorno sono rimasti aperti. Costruito per ospitare fino a 100 000 visitatori al giorno, raramente ne ha avuti più di 200[7].
- Lo stadio Arena da Amazônia a Manaus, costruito per il Campionato mondiale di calcio 2014, dopo aver ospitato quattro partite della manifestazione è diventato lo stadio di una squadra di Serie D, il Nacional Futebol Clube. La società ha immediatamente fatto sapere di non essere in grado di affrontare i costi di gestione del sovradimensionato impianto, che pertanto gravano fortemente sugli enti locali.
- Il Circuito internazionale di Corea, costato quasi 100 milioni di dollari e destinato ad ospitare la Formula 1 a partire dal 2010. Nel 2013 fu rimosso dal calendario e tuttora vi si disputano pochi eventi di secondaria importanza.
- Il Ponte dell'isola Russkij. Fatto costruire dal presidente della Russia Vladimir Putin per la 24ª conferenza dei Paesi aderenti all'APEC, è costato oltre un miliardo di euro ed ha una capacità di transito di oltre 50.000 veicoli al giorno pur trovandosi in una zona popolata da appena 5.000 persone, in gran parte prive della corrente elettrica e delle linee telefoniche[7].
- Gli impianti sportivi costruiti per i Giochi olimpici di Atene 2004, costati circa il 5% del PIL greco, sono stati scarsamente utilizzati negli anni dopo l'Olimpiade[7].
- Il grande ampliamento tra il 1998 e il 2006 per la nuova pista di atterraggio dell'Aeroporto Internazionale di Lambert-St. Louis di Saint Louis, negli Stati Uniti. L'ampliamento fu deciso quando l'aeroporto era l'ottavo scalo più importante del Paese e hub della TWA. Con l'acquisizione nel 2001 della compagnia da parte dell'American Airlines, già dotata di due grandi hub nelle vicinanze, l'aeroporto perse l'80% del traffico aereo. Il costoso ampliamento fu attuato in un'area densamente abitata della vicina Bridgeton, dove furono demolite 2 000 abitazioni, 4 scuole e 6 chiese. La nuova pista è stata inoltre utilizzata raramente[7].

## Nella cultura di massa
- Elefante branco (in portoghese forma equivalente a White elephant) è il titolo di una canzone del supergruppo brasiliano Tigres de Bengala.